# Veliki Alan
Veliki Alan – przełęcz w Welebicie w Parku Narodowym Welebit Północy w Chorwacji. Znajduje się w najwyższym punkcie drogi z portowego miasta Jablanac nad Morzem Adriatyckim do Štirovačy w głębi kraju.
Przełęcz ma 1414 m wysokości. Na zachodniej stronie znajduje się opuszczona kolej linowa do przewozu drewna z Welebitu, która wiedzie z Alana do zatoczki Stinica na wybrzeżu adriatyckim. Budowali ją więźniowie polityczni z obozu koncentracyjnego na Golim otoku. Była niewykorzystywana gospodarczo i nieopłacalna ekonomicznie, więc działała wszystkiego kilka lat. Jest skrajnym punktem Szlaku Premužicia.
Schronisko górskie na Alanie (1340 m) znajduje się w pobliżu przełęczy Veliki Alan, niedaleko górnej stacji byłej przemysłowej kolejki linowej.